# روبن إس. روزنبرغ
روبن إس. روزنبرغ (بالإنجليزية: Robin S. Rosenberg)‏ هي عالمة نفس أمريكية، ولدت في 1959.

## وصلات خارجية
- الموقع الرسمي